# Fragaria × vescana

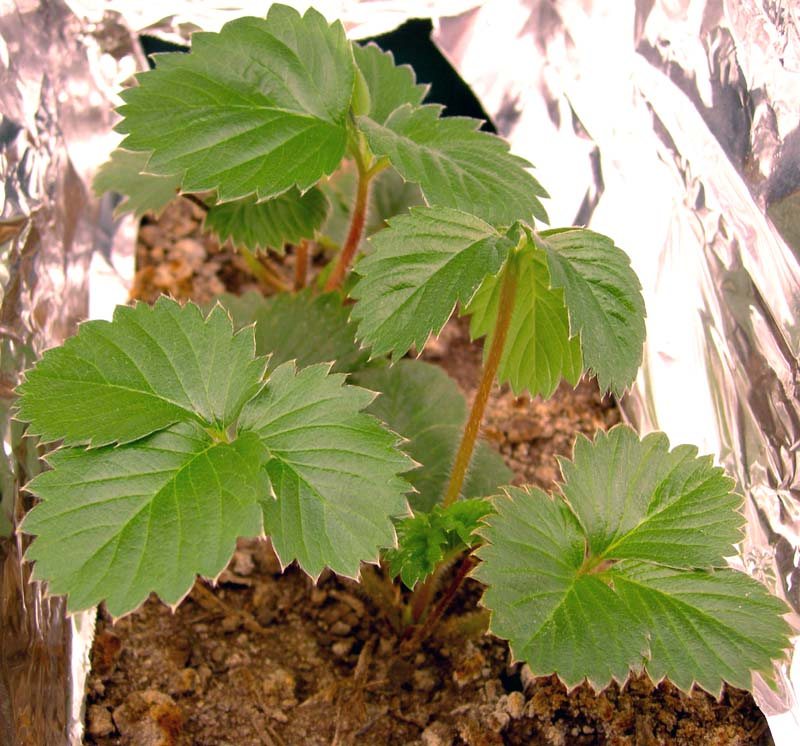
Fragaria × vescana

Fragaria x vescana ist eine Arthybride. Die Kreuzung hatte das Ziel, die Eigenschaften beider Elternarten zu kombinieren – Fruchtgröße und Ertrag der Gartenerdbeere und das Aroma der Walderdbeere.

## Geschichte
Schon in den 1920er Jahren wurden versucht, bei Kulturpflanzen den Ertrag mittels Polyploidisierung zu steigern. In der Gattung Fragaria wurden Artkreuzungen von Yarnell an der Harvard-Universität durchgeführt. Er fand die ersten dekaploiden Pflanzen unter den Sämlingen aus freier Abblüte einer pentaploiden Arthybriden aus Wald- und Chile-Erdbeere.
In Deutschland führte Rudolf Bauer in den 1950er Jahren am Max-Planck-Institut für Züchtungsforschung in Köln-Volgelsang Artkreuzungen und Polyploidisierungen bei verschiedenen Kulturpflanzen durch. Bei der Erdbeere sollte die Garten- mit der Walderdbeere kombiniert werden. Die beiden Elternarten sind zwar miteinander kreuzbar, die Nachkommen sind jedoch steril, da die Gartenerdbeere oktoploid und die Walderdbeere diploid ist. Deshalb wurde als Zwischenschritt eine hexaploide Arthybride aus einer Gartenerdbeere und einer Monatserdbeere mit verdoppeltem Chromosomensatz erzeugt. Diese Hybride neigt zur Bildung unreduzierter weiblicher Gameten, die Eizellen sind also hexaploid. Aus der Befruchtung mit dem tetraploiden Pollen der Gartenerdbeere resultieren dekaploide Pflanzen.

## Vescana-Sorten
Die folgenden Sorten stammen aus dem schwedischen Zuchtprogramm in Balsgård:
- 'Annelie' (1977)
- 'Sara' (1988) – 'Annelie' × [('Sparkle' × F. vesca 4×) freie Abblüte]
- 'Rebecka'  (1998) – ('Fern' × F. vesca 4×) × F. × ananassa F861502[3]

Die folgenden Sorten stammen aus dem Zuchtprogramm von Rudolf Bauer in Deutschland:
- 'Spadeka' (1977)
- 'Florika' (1989) – ('Sparkle' × F. vesca 'Semperflorens' 4×) × 'Klettererdbeere Hummi'[4]

## Merkmale der Vescana-Sorten
Die Pflanzen weisen auf Grund der Heterosis einen straffen Wuchs mit großem, dunkelgrünem Laub auf. Die Blütenstände stehen aufrecht und häufig über dem Laub. Durch die geringe Bestockung altert die Einzelpflanze nur wenig, kann also wesentlich älter als bei der Gartenerdbeere werden. Durch die starke Ausläuferbildung wird schnell eine gute Bodendeckung erreicht.
Die Früchte sind kleiner als bei der Gartenerdbeere, sie sind weichfleischig und sehr aromatisch.

## Anbau
Der völlig andere Wuchstyp der Vescana-Hybriden erfordert ein flächiges Anbausystem. Die für den Erwerbsanbau gezüchtete Sorte 'Spadeka' wurde wiesenartig gezogen und maschinell beerntet. Die Früchte wurden verarbeitet.
Die neuere Sorte 'Florika' wurde in Anlagen zur Selbstpflücke getestet und für Privatgärten angeboten. Durch die gute Bodendeckung und die geringe Krankheitsanfälligkeit ist kein Pflanzenschutz erforderlich.

## Nachweise
1. ↑  S.H. Yarnell: Genetic and cytological studies on Fragaria. In: Genetics. 16(5) 1931, S. 422–454, PMC 1201111 (freier Volltext).
2. ↑  Anneliese Bauer, Breitbrunn am Chiemsee: Progress in breeding decaploid Fragaria× vescana. In: International Society for Horticultural Science (Hrsg.). II International Strawberry Symposium. 1992 (Acta Horticulturae. 348), S. 60–64 (Archivierte Kopie (Memento des Originals vom 26. Dezember 2022 im Internet Archive)  Info: Der Archivlink wurde automatisch eingesetzt und noch nicht geprüft. Bitte prüfe Original- und Archivlink gemäß Anleitung und entferne dann diesen Hinweis.).
3. ↑  Karin Trajkovski: Rebecka, a day-neutral Fragaria x vescana variety from Balsgård. In: International Society for Horticultural Science (Hrsg.). IV International Strawberry Symposium. 2000 (Acta Horticulturae. 567), S. 177–178 (Archivierte Kopie (Memento des Originals vom 3. September 2024 im Internet Archive)  Info: Der Archivlink wurde automatisch eingesetzt und noch nicht geprüft. Bitte prüfe Original- und Archivlink gemäß Anleitung und entferne dann diesen Hinweis.).
4. ↑  Gertrud Spiegler, Birgid Schlindwein und Herrmann Schimmelpfeng: Untersuchungen zur Selektion von dekaploiden Fragaria x vescana. In: Erwerbsobstbau.28 1986, S. 220–221.
5. ↑  Edelgard Hoberg, D. Ulrich und Herrmann Schimmelpfeng: Flavour quality of a new strawberry population. In: International Society for Horticultural Science (Hrsg.). Eucarpia symposium on Fruit Breeding and Genetics. 1999 (Acta Horticulturae. 538), S. 447–452  ( (Seite nicht mehr abrufbar, festgestellt im Februar 2025. Suche in Webarchiven)  Info: Der Link wurde automatisch als defekt markiert. Bitte prüfe den Link gemäß Anleitung und entferne dann diesen Hinweis.).
6. ↑  Alois Spitzl, Grabenstätt: Erfahrungen mit feldmäßigem Anbau von Vescana-Erdbeeren im süddeutschen Raum. In: Erwerbsobstbau.28 1986, S. 222.